# Roter Kamm
Roter Kamm – krater uderzeniowy położony w Namibii, w regionie !Karas, na pustyni Namib. Został odkryty w 1960 roku, już w 1965 podejrzewano pochodzenie meteorytowe tej struktury. Skały krateru są widoczne na powierzchni ziemi, nie prowadzono na jego obszarze wierceń.
Wiek krateru został oceniony na 3,7 miliona lat, czyli powstał on w pliocenie, choć praca z 2008 roku sugeruje, że jest starszy i ma 4-5 mln lat. Został utworzony przez uderzenie małej planetoidy w skały krystaliczne, gnejs o wieku 1,2 miliarda lat, pokryte przez młodsze skały osadowe. Ocenia się, że krater wypełniają pokłady piasku o grubości ok. stu metrów; obecnie widoczne dno krateru znajduje się 50 m poniżej otaczającego terenu, zaś brzeg misy krateru wznosi się na 40–90 m ponad równinę.